# Université Purdue
Pour les articles homonymes, voir Purdue.
L’université Purdue (en anglais Purdue University) est une université publique située à West Lafayette, dans le comté de Tippecanoe (Indiana) aux États-Unis.

## Campus
Son campus est le premier des six campus affiliés au Purdue University system (en).

## Histoire
Elle a été fondée le 6 mai 1869 et compte, en 2012, plus  de 39 000 étudiants. On la surnomme le « berceau des astronautes » (Cradle of Astronauts) pour avoir formé vingt-deux futurs astronautes, parmi lesquels Neil Armstrong et Eugene Cernan. Nombreux sont également les PDG de compagnies du Forbes 500 diplômés de l'université Purdue.
Elle a accueilli « Peanut Butter » et « Jelly », les dindes graciées par le président Joe Biden à l'occasion du Thanksgiving en novembre 2021.

## Facultés
Purdue offre des programmes de premier cycle et des cycles supérieurs dans plus de 211 grands domaines d'étude, et est connu pour ses programmes d'ingénierie. 
L'université a également été très influente dans l'histoire de l'aviation, après avoir établi le premier crédit d'études offerts en formation de vol, le premier baccalauréat de quatre ans dans l'aviation, et le premier aéroport universitaire (Purdue University Aéroport). Le programme de technologie de l'aviation de Purdue reste l'un des plus compétitifs programmes de l'aviation dans le monde. Dans les années 1950, le programme d'aviation de Purdue s'est élargi pour englober les technologies des vols spatiaux, donnant lieu au surnom de Purdue, berceau des astronautes. Vingt-trois diplômés de Purdue sont devenus astronautes, dont Gus Grissom, Neil Armstrong et Eugene Cernan.

## Sport
Les Boilermakers de Purdue possèdent une équipe de football, de basket-ball, de ski, de tennis, de lutte, de golf et de volley-ball.
L'université Purdue possède le Stade Ross-Ade (football américain) et la salle Mackey Arena (basket-ball).

## Galerie

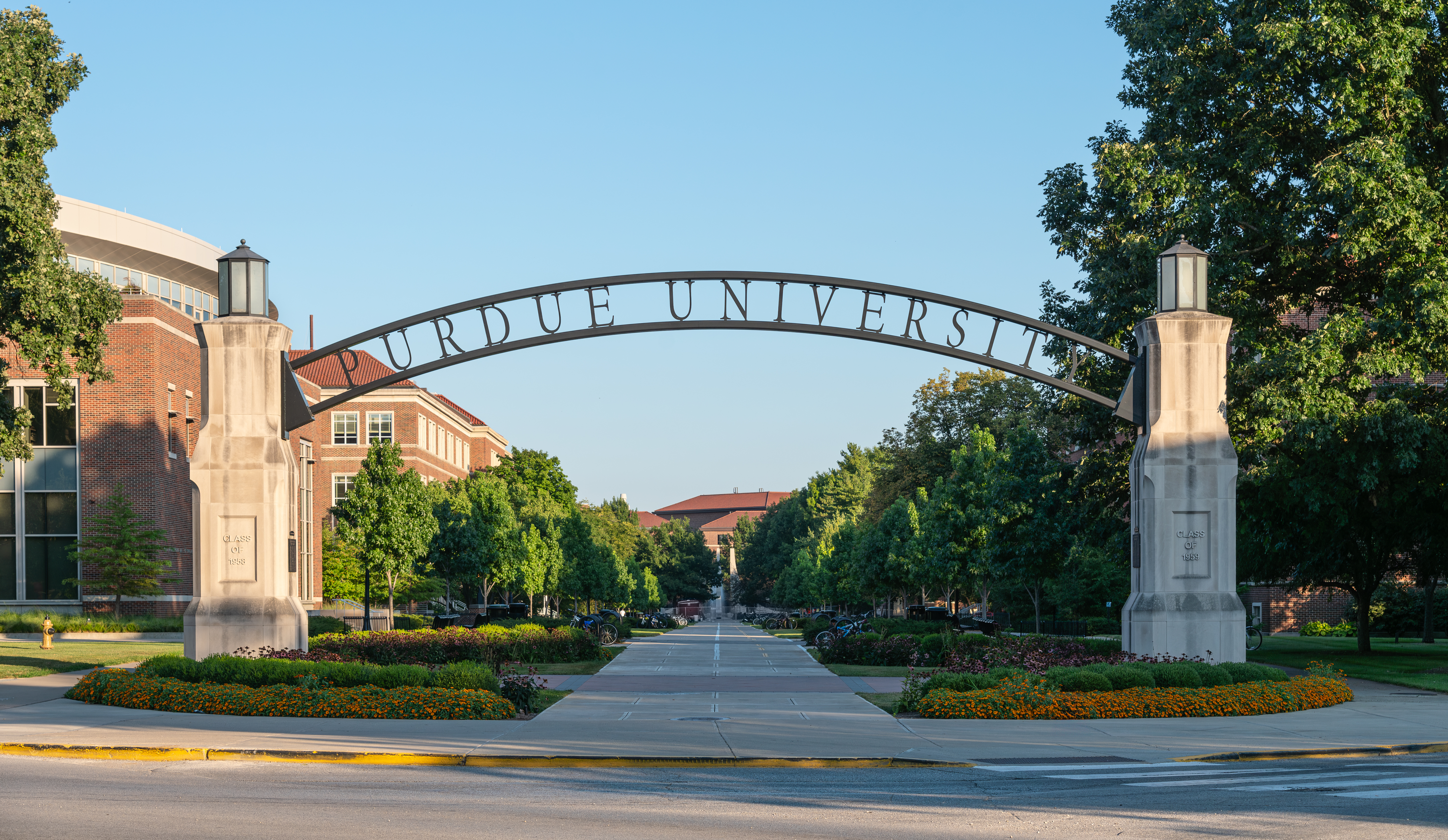
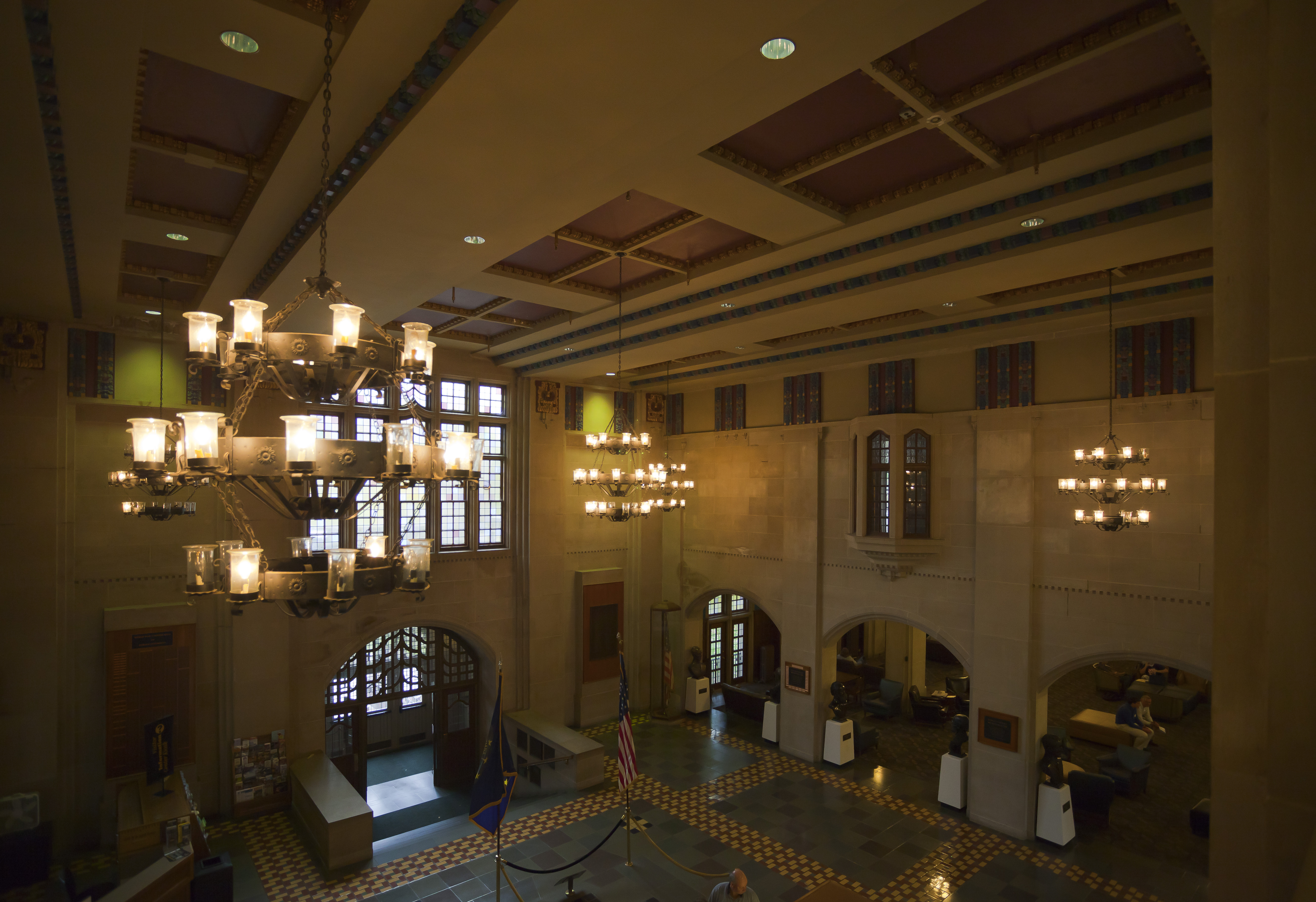
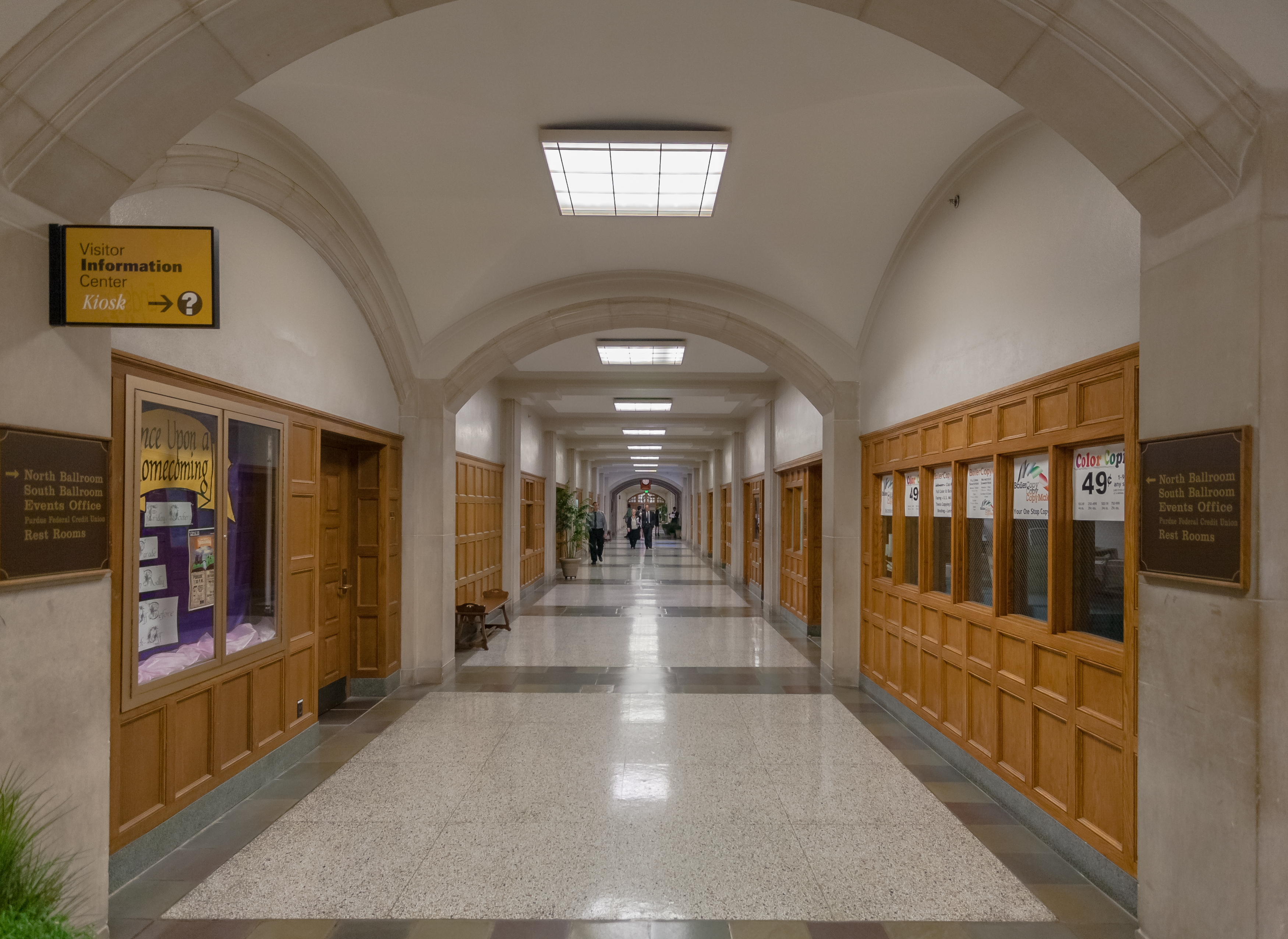
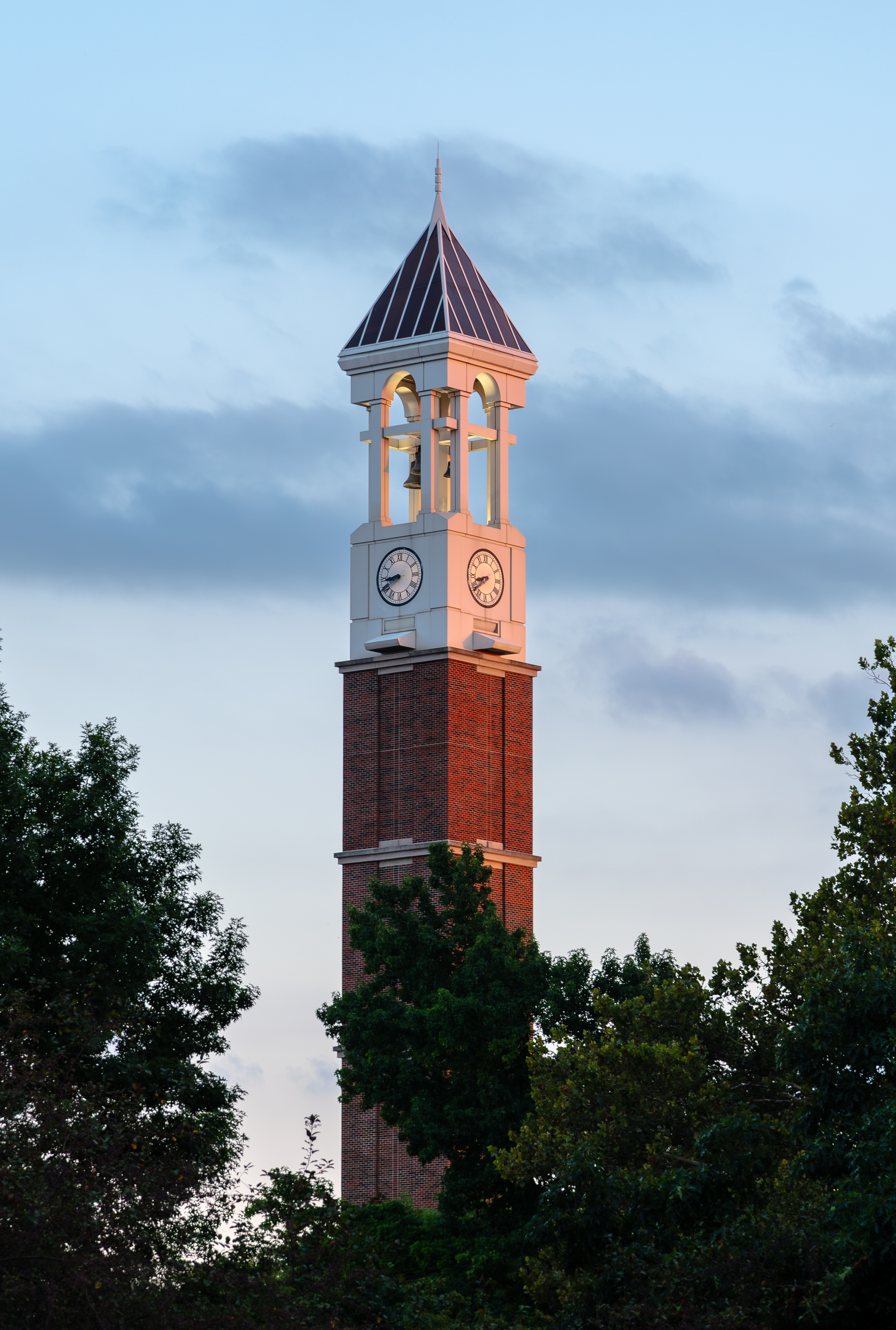
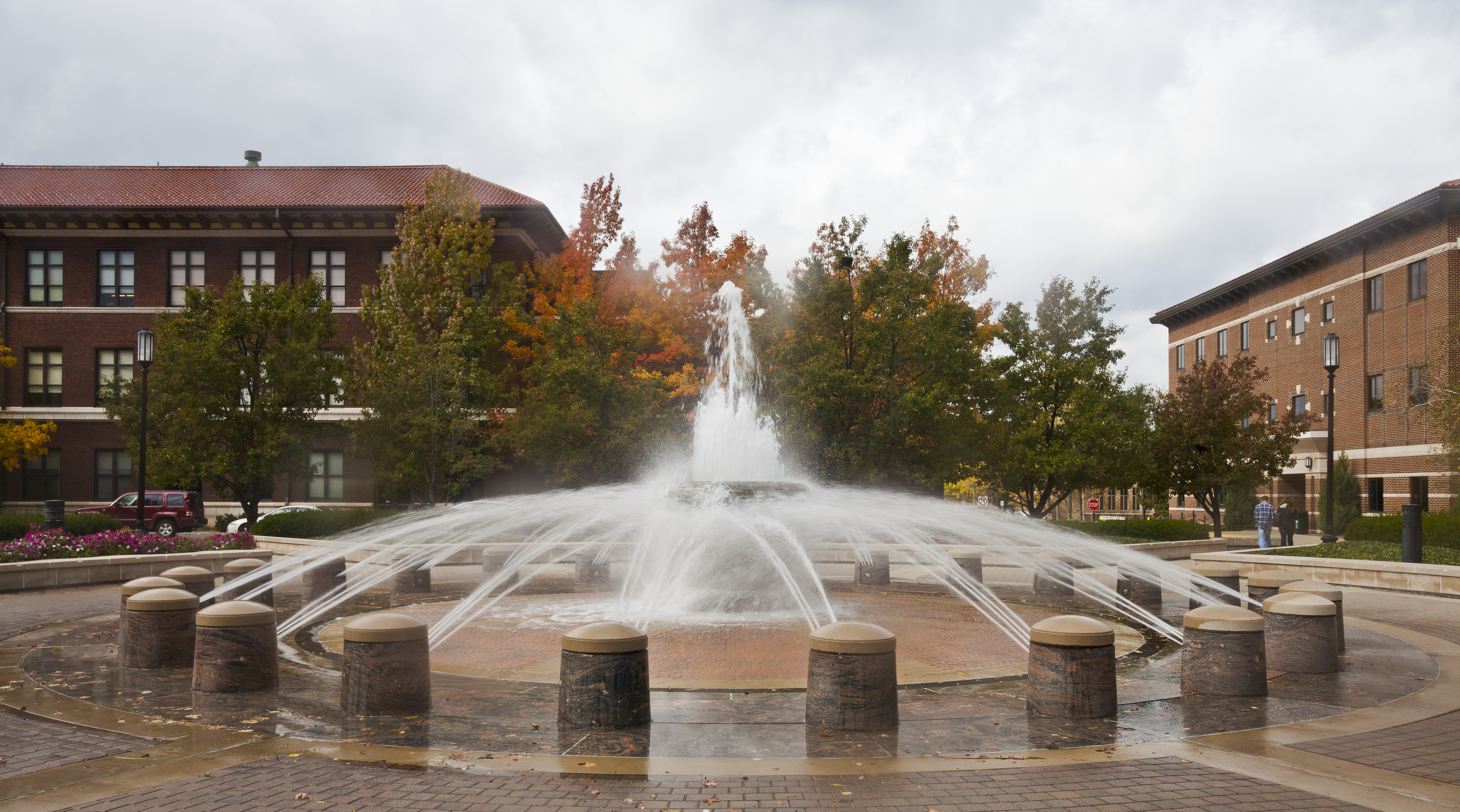
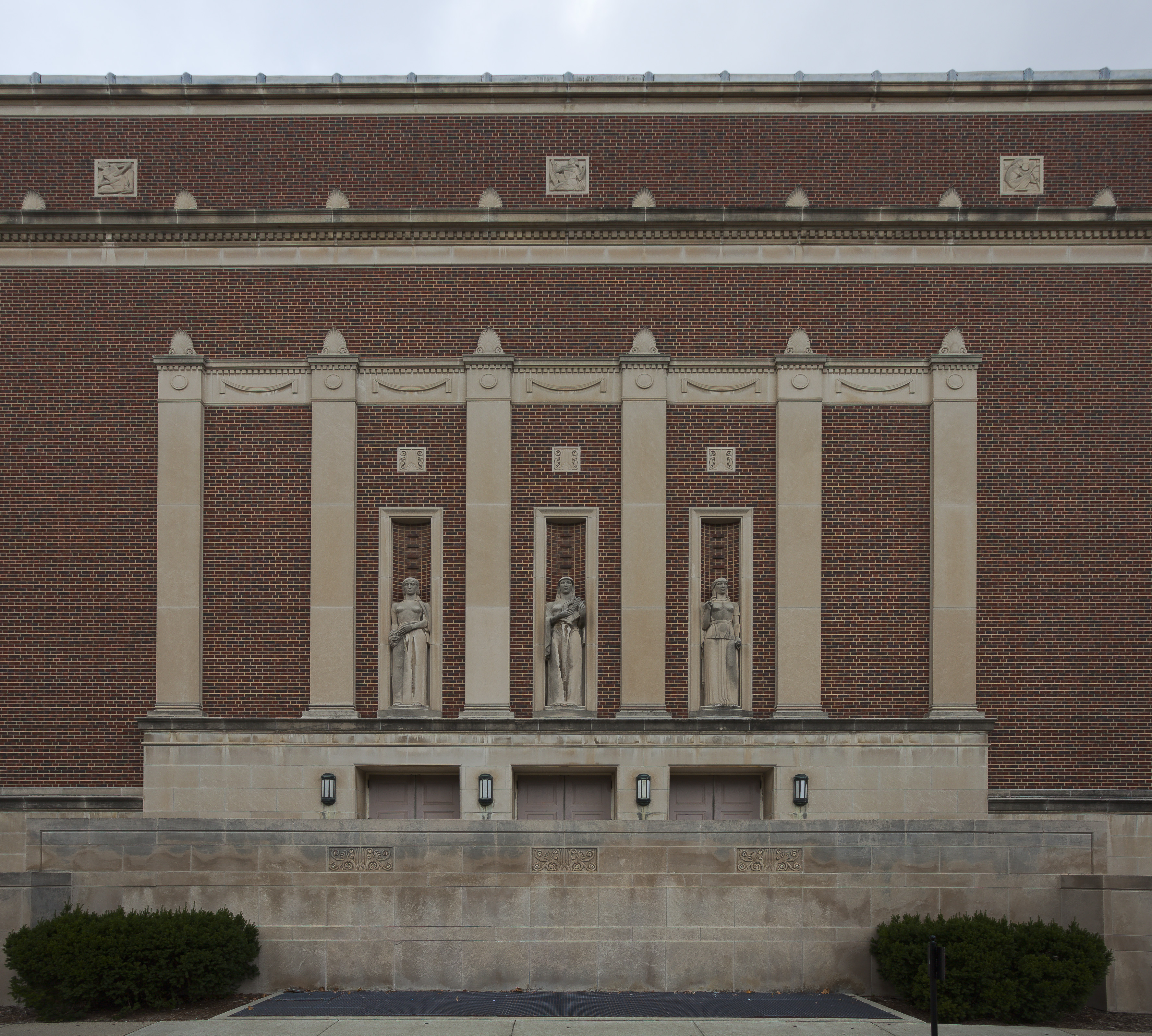
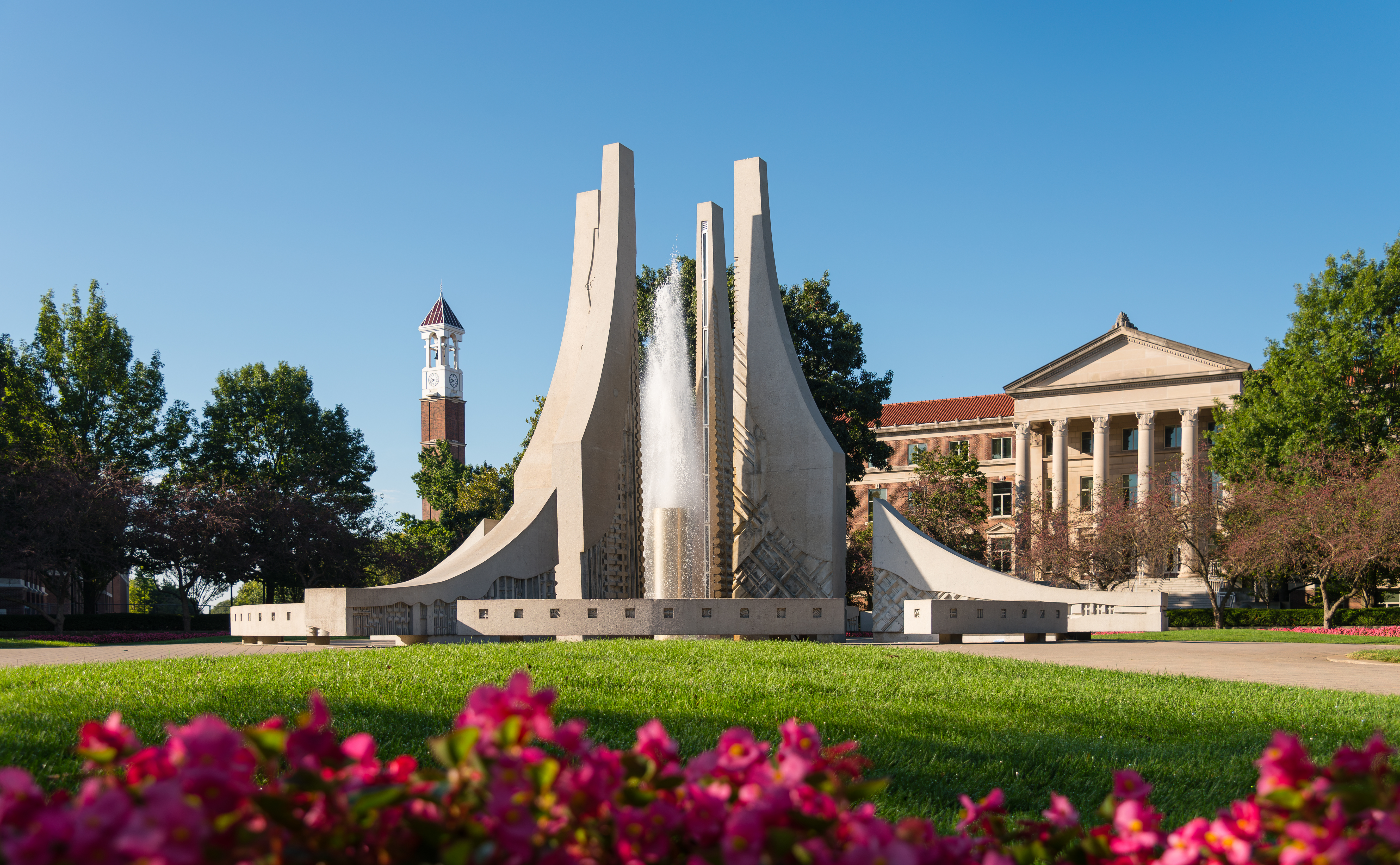
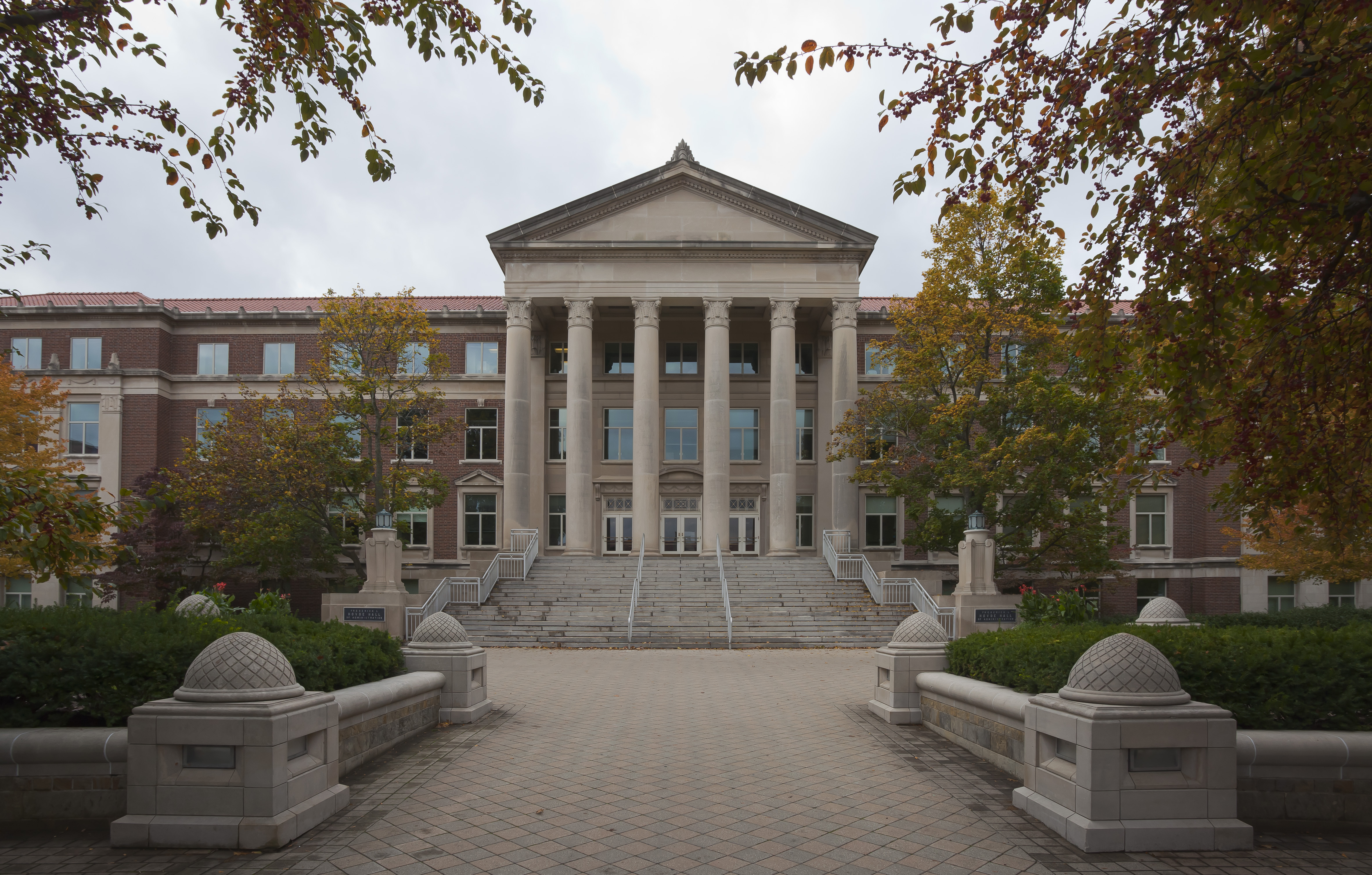
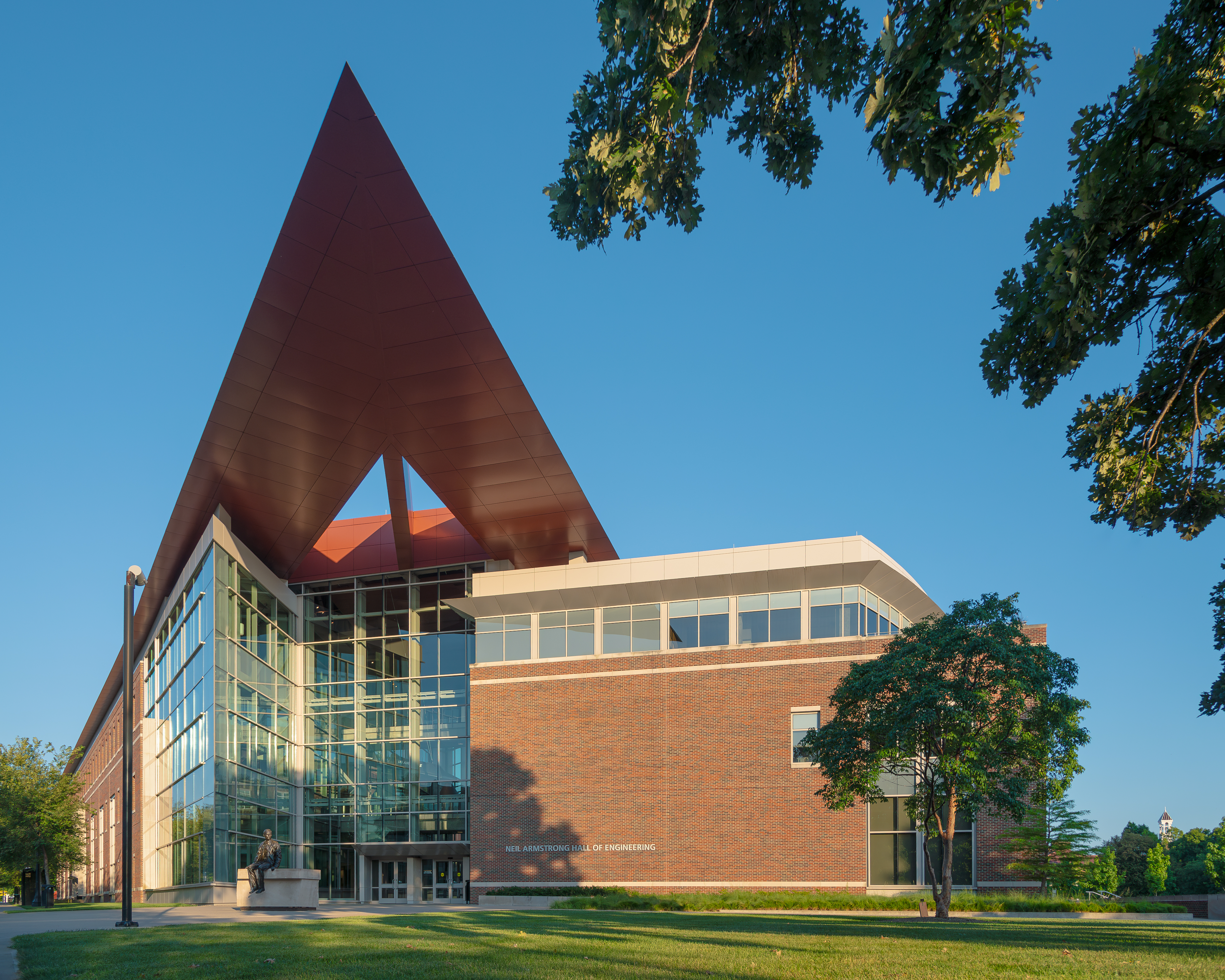

## Personnes liées à l'université
23 astronautes, dont :
- Mary Weber
- Gus Grissom
- Neil Armstrong
- Eugene Cernan

Pilotes de chasse :
- Heather Penney
- Louis Edward Curdes

Prix Nobel :
- Edward Mills Purcell
- Ben Roy Mottelson
- Akira Suzuki

Informatique :
- Ian Murdock

Politique :
- Gregory Wasson
- Essam Sharaf

Art :
- John T. McCutcheon
- Booth Tarkington
- Frank Walts

Sport :
- Drew Brees
- Len Dawson
- Zach Edey
- Frank Kendrick
- Herm Gilliam
- Bob Griese
- Piggy Lambert
- Stretch Murphy
- Paul Hoffman
- Ryan Newman
- Glenn Robinson
- Jerry Sichting
- Caleb Swanigan